# Bysjön (Västerfärnebo socken, Västmanland)
Bysjön är en sjö i Sala kommun i Västmanland och ingår i Norrströms huvudavrinningsområde. Sjön har en area på 0,719 kvadratkilometer och ligger 84 meter över havet. Sjön avvattnas av vattendraget Murån.

## Delavrinningsområde
Bysjön ingår i det delavrinningsområde (665776-152481) som SMHI kallar för Utloppet av Bysjön. Medelhöjden är 97 meter över havet och ytan är 16,69 kvadratkilometer. Det finns inga avrinningsområden uppströms utan avrinningsområdet är högsta punkten. Murån som avvattnar avrinningsområdet har biflödesordning 4, vilket innebär att vattnet flödar genom totalt 4 vattendrag innan det når havet efter 196 kilometer. Avrinningsområdet består mestadels av skog (72 procent) och jordbruk (11 procent). Avrinningsområdet har 0,71 kvadratkilometer vattenytor vilket ger det en sjöprocent på 4,3 procent.